# Delta III
La Delta III est une fusée de la famille Delta conçue par Boeing Integrated Defense Systems. Le premier vol d'une Delta III a eu lieu le 26 août 1998 et s'est soldé par un échec.

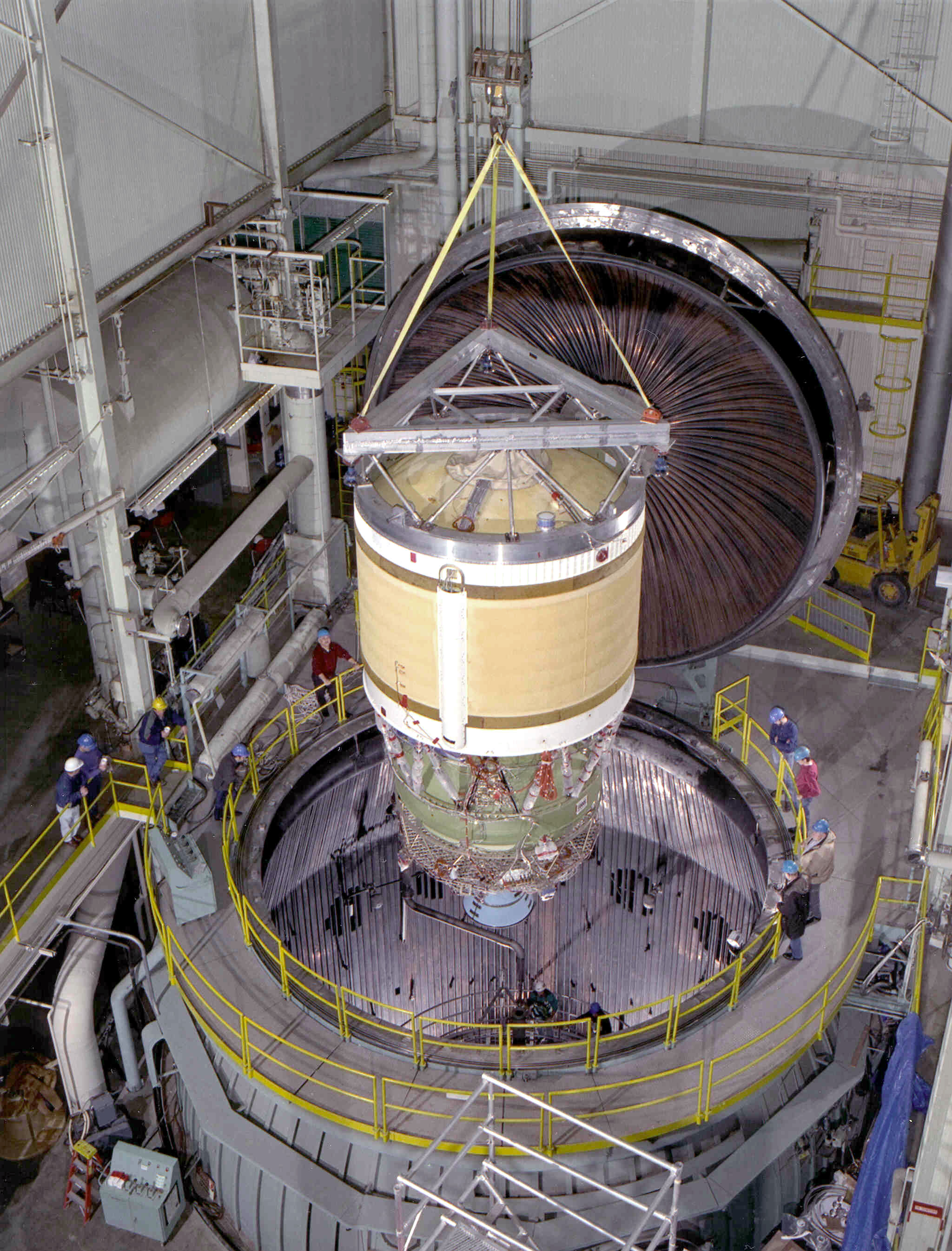
Deuxième étage de la Delta III.

La Delta III représente la transition entre la Delta II, dérivée de la fusée d'origine Thor-Delta, et la Delta IV de nouvelle génération : elle se compose d'un premier étage Thor XLT-C et de propulseurs d'appoint GEM-46 dérivés de ceux de la Delta II, et d'un deuxième étage DCSS qui sera repris sur la Delta IV.

## Contexte
En 1993, à la faveur du rachat par Boeing de Douglas, le constructeur de la Delta, le deuxième étage Delta est abandonné au profit du Delta Cryogenic Second Stage, un étage beaucoup plus performant dérivé du Centaur. Ce dernier, devenu opérationnel en 1965 et particulièrement performant grâce au recours à un mélange oxygène-hydrogène, est utilisé depuis sa mise au point par les lanceurs Atlas et depuis 1977 par les lanceurs Titan. Boeing est également le constructeur du Centaur, ce qui contribue sans doute à franchir le pas pour la Delta. La nouvelle version du lanceur doit permettre de repositionner le lanceur sur le marché des satellites géostationnaires. Par ailleurs, la Delta, au gré des versions développées pour répondre aux attentes tout en effectuant le minimum d'investissements, est devenu un lanceur complexe aux coûts opérationnels élevés : la nouvelle version doit également remédier à cela. L'investissement est pré-financé par une commande géante passée par le constructeur Hughes pour le lancement de 16 de ses satellites de télécommunications géostationnaires. Dans sa nouvelle configuration, la Delta n'a plus besoin de 3e étage. La charge utile du nouveau lanceur, baptisé Delta III (8930 selon l'ancienne codification), est pratiquement doublée (3,8 tonnes en GTO), alors que la masse du lanceur n'augmente que de 30 %.

## Caractéristiques techniques
L'étage Delta Cryogenic Second Stage utilisé est en fait une version modifiée du Centaur pour la Delta III. Le moteur fournit une poussée supérieure de 10 %, son impulsion spécifique est également plus importante grâce à une tuyère plus longue qui se déploie après séparation du 1er étage. La Delta III utilise également neuf nouveaux propulseurs d'appoint à poudre qui emportent chacun 19 tonnes d'ergols supplémentaires : six sont mis à feu au décollage et trois en vol après l'extinction des premiers. Le premier étage est toujours un Thor XLT, il est accouplé à un réservoir de RP-1 au diamètre porté à 4 m au lieu de 2,4 m : la longueur du 1er étage est ainsi réduite à 20 m au lieu des 26,5 m de la Delta II. Cette modification, ajoutée au diamètre important de l'étage supérieur (4,4 mètres) donne une silhouette particulière au nouveau lanceur. Pour les missions interplanétaires, un troisième étage à poudre Star 48 est disponible en option. La coiffe particulièrement volumineuse (4 m de diamètre et 8,9 m de long) permet de lancer une ou deux charges utiles.

## Historique des lancements
Le premier tir a lieu en août 1998. À la suite d'une erreur du logiciel de pilotage durant la première phase de vol, la trajectoire de la fusée ne peut plus être contrôlée et la destruction du lanceur est déclenchée. Le deuxième vol en mai 1999 est également un échec : le second étage s'arrête prématurément et le satellite ne peut atteindre l'orbite géostationnaire. Hughes, qui vient de perdre deux satellites, annule sa commande. Le troisième vol, en août 2000, qui emporte une charge utile factice, est un demi-succès : une orbite inférieure à celle visée est atteinte.

## Fin prématurée du lanceur
Mais plusieurs facteurs vont entrainer l'abandon du lanceur peu après ce tir : la mauvaise image du lanceur à la suite de ses débuts tumultueux, l'effondrement du marché des lancements commerciaux au début des années 2000 mais surtout les investissements massifs de son constructeur Boeing (plusieurs centaines de millions de US$) dans la société Sea Launch qui utilise la fusée ukrainienne Zenit plus puissante et qui a déjà deux succès à son actif. En 2000, Boeing a racheté le constructeur de satellites Hughes Space & Communications qui génère de confortables revenus alors que les marges bénéficiaires dégagés par les lancements sont faibles surtout avec la concurrence des fusées russes. Par ailleurs, Boeing a décidé de participer au programme Evolved Expendable Launch Vehicle (EELV) dont l'objectif est de développer un nouveau lanceur pour les besoins militaires américains et la société compte sur ce projet pour revenir sur le marché avec une fusée plus compétitive. En mai 2001, le carnet de commandes des Delta III ne comprend que cinq lancements tous programmés après 2003 et Boeing annonce le retrait du lanceur après son 20ème tir puis en janvier 2002 après son 9ème tir. Finalement après le tir réussi en novembre 2002 de la Delta IV développé dans le cadre du programme EELV, Boeing décide de renoncer aux lancements programmés et de retirer la Delta III. Certains composants déjà fabriqués seront réutilisés pour fabriquer des Delta II et Delta IV.  
Cette fusée est abandonnée en 2000 au profit de la Delta IV.